# Llista d'hidrònims de Conca de Dalt
Llista d'hidrònims (cursos d'aigua, llacs, canals, fonts, etc.)  del municipi de Conca de Dalt, al Pallars Jussà.
Aquesta llista és una part de la llista de topònims de Conca de Dalt que se n'ha hagut de separar per motius tècnics.
Informació actualitzada per un bot. Els canvis manuals es perdran quan s'actualitzi!

## central hidroelèctrica
| imatge | Nom                                       | Ubicat a                | instància de           | Detalls | coordenades                                                       | Protecció | Commons (més fotos) | Dades a WD                    |
| ------ | ----------------------------------------- | ----------------------- | ---------------------- | ------- | ----------------------------------------------------------------- | --------- | ------------------- | ----------------------------- |
|        | Antiga Central hidroelèctrica del Congost | Senterada Conca de Dalt | central hidroelèctrica |         | 42° 17′ 24″ N, 0° 56′ 19″ E / 42.290128°N,0.938537°E              |           |                     | Modifica les dades a Wikidata |
|        | central hidràulica de Sossís              | Conca de Dalt           | central hidroelèctrica |         | 42° 14′ 44″ N, 0° 58′ 22″ E / 42.24553611°N,0.97291389°E 510 msnm |           | Central de Sossís   | Modifica les dades a Wikidata |

## curs d'aigua
| imatge | Nom                                    | Ubicat a                                                       | instància de | Detalls                                                                                              | coordenades | Protecció | Commons (més fotos)             | Dades a WD                    |
| ------ | -------------------------------------- | -------------------------------------------------------------- | ------------ | --- | --- | --------- | ------------------------------- | ----------------------------- |
|        | Llau Falsa                             | Conca de Dalt                                                  | curs d'aigua | Desemboca: llau de Bull-i-bull Llarg: 2km                                                            | 42° 12′ 11″ N, 1° 02′ 18″ E / 42.203°N,1.03829°E                                                                                |           |                                 | Modifica les dades a Wikidata |
|        | Llau Fonda (els Masos de Baiarri)      | Conca de Dalt Baix Pallars                                     | curs d'aigua | Desemboca: barranc de l'Infern                                                                       | 42° 16′ 35″ N, 1° 04′ 03″ E / 42.276269°N,1.06762°E 42° 16′ 43″ N, 1° 03′ 31″ E / 42.278628°N,1.058489°E                        |           |                                 | Modifica les dades a Wikidata |
|        | Llau Gran                              | Conca de Dalt                                                  | curs d'aigua | Desemboca: riu de Carreu Llarg: 2km                                                                  | 42° 11′ 50″ N, 1° 00′ 48″ E / 42.1972°N,1.01347°E                                                                               |           |                                 | Modifica les dades a Wikidata |
|        | Llau de Brunet                         | Conca de Dalt                                                  | curs d'aigua | Desemboca: llau de Perauba Llarg: 0.7km                                                              | |           |                                 | Modifica les dades a Wikidata |
|        | Noguera Pallaresa                      | Vall d'Aran Pallars Sobirà Pallars Jussà Noguera               | curs d'aigua | Desemboca: Segre Llarg: 154km Conca: 2820km²                                                         | 41° 54′ 23″ N, 0° 53′ 24″ E / 41.9064°N,0.8901°E 42° 42′ 43″ N, 0° 56′ 58″ E / 42.71185°N,0.94951944444444°E                    |           | Noguera Pallaresa               | Modifica les dades a Wikidata |
|        | barranc d'Enserola                     | Conca de Dalt                                                  | curs d'aigua | Desemboca: el Flamisell Llarg: 2km                                                                   | 42° 17′ 51″ N, 0° 56′ 10″ E / 42.2975°N,0.936194°E                                                                              |           |                                 | Modifica les dades a Wikidata |
|        | barranc d'Eroles                       | Conca de Dalt                                                  | curs d'aigua | Desemboca: barranc de Llabro                                                                         | 42° 15′ 26″ N, 1° 02′ 54″ E / 42.257125°N,1.048396°E 42° 15′ 58″ N, 1° 02′ 46″ E / 42.266103°N,1.046192°E                       |           |                                 | Modifica les dades a Wikidata |
|        | barranc de Claverol                    | Conca de Dalt                                                  | curs d'aigua | Llarg: 2.5km                                                                                         | 42° 14′ 27″ N, 0° 59′ 58″ E / 42.2409°N,0.999583°E                                                                              |           |                                 | Modifica les dades a Wikidata |
|        | barranc de Coll d'Estessa              | Conca de Dalt                                                  | curs d'aigua | Llarg: 3km                                                                                           | 42° 13′ 49″ N, 1° 01′ 35″ E / 42.2303°N,1.02628°E                                                                               |           |                                 | Modifica les dades a Wikidata |
|        | barranc de Comellar                    | Conca de Dalt                                                  | curs d'aigua | Desemboca: barranc de Saülls Llarg: 2km                                                              | 42° 14′ 22″ N, 0° 56′ 24″ E / 42.2394°N,0.940122°E                                                                              |           |                                 | Modifica les dades a Wikidata |
|        | barranc de Fontallaus                  | Conca de Dalt                                                  | curs d'aigua | Desemboca: barranc d'Enserola Llarg: 2.5km                                                           | 42° 18′ 00″ N, 0° 53′ 52″ E / 42.3°N,0.897714°E                                                                                 |           |                                 | Modifica les dades a Wikidata |
|        | barranc de Llabro                      | Conca de Dalt                                                  | curs d'aigua | Desemboca: Noguera Pallaresa Llarg: 2km                                                              | 42° 15′ 58″ N, 1° 02′ 46″ E / 42.266098°N,1.046192°E 42° 16′ 28″ N, 1° 02′ 07″ E / 42.274414°N,1.035313°E                       |           | Barranc de Llabro               | Modifica les dades a Wikidata |
|        | barranc de Mascarell                   | Conca de Dalt la Pobla de Segur                                | curs d'aigua | Desemboca: el Flamisell Llarg: 2km                                                                   | 42° 15′ 35″ N, 0° 55′ 49″ E / 42.259811°N,0.930263°E 42° 15′ 27″ N, 0° 57′ 15″ E / 42.257617°N,0.95426°E                        |           | Barranc de Mascarell            | Modifica les dades a Wikidata |
|        | barranc de Miret                       | Conca de Dalt                                                  | curs d'aigua | Desemboca: barranc de Claverol Llarg: 3.5km                                                          | 42° 13′ 25″ N, 1° 00′ 42″ E / 42.2236°N,1.01178°E                                                                               |           |                                 | Modifica les dades a Wikidata |
|        | barranc de Palomera                    | Conca de Dalt                                                  | curs d'aigua | Desemboca: barranc de Rivert Llarg: 2.5km                                                            | 42° 15′ 38″ N, 0° 52′ 29″ E / 42.260463°N,0.874703°E 42° 14′ 54″ N, 0° 53′ 49″ E / 42.248385°N,0.896866°E                       |           | Barranc de Palomera             | Modifica les dades a Wikidata |
|        | barranc de Pla Mià                     | Conca de Dalt                                                  | curs d'aigua | Desemboca: riu de Serradell Llarg: 0.8km                                                             | 42° 16′ 07″ N, 0° 53′ 24″ E / 42.2685°N,0.889881°E                                                                              |           |                                 | Modifica les dades a Wikidata |
|        | barranc de Puimanyons                  | Conca de Dalt la Pobla de Segur                                | curs d'aigua | Desemboca: Noguera Pallaresa Llarg: 2.5km                                                            | 42° 14′ 58″ N, 0° 55′ 46″ E / 42.249567°N,0.929483°E 42° 14′ 14″ N, 0° 57′ 57″ E / 42.237269°N,0.965928°E                       |           | Barranc de Puimanyons           | Modifica les dades a Wikidata |
|        | barranc de Rastanyó                    | Conca de Dalt                                                  | curs d'aigua | Desemboca: riu de Serradell Llarg: 2km                                                               | 42° 16′ 11″ N, 0° 53′ 58″ E / 42.2697°N,0.899506°E                                                                              |           |                                 | Modifica les dades a Wikidata |
|        | barranc de Rivert                      | Conca de Dalt                                                  | curs d'aigua | Desemboca: barranc del Solà Llarg: 5.5km                                                             | 42° 13′ 39″ N, 0° 56′ 21″ E / 42.2274°N,0.939253°E                                                                              |           |                                 | Modifica les dades a Wikidata |
|        | barranc de Ruganyers                   | Conca de Dalt                                                  | curs d'aigua | Desemboca: barranc de Rivert                                                                         | 42° 15′ 43″ N, 0° 53′ 23″ E / 42.261927°N,0.889614°E 42° 14′ 54″ N, 0° 53′ 49″ E / 42.248385°N,0.896866°E                       |           |                                 | Modifica les dades a Wikidata |
|        | barranc de Sant Martí                  | Conca de Dalt                                                  | curs d'aigua | Desemboca: Noguera Pallaresa Llarg: 3km                                                              | 42° 13′ 34″ N, 0° 58′ 31″ E / 42.2261°N,0.97525°E                                                                               |           |                                 | Modifica les dades a Wikidata |
|        | barranc de Sant Pou                    | Conca de Dalt                                                  | curs d'aigua | Desemboca: Noguera Pallaresa Llarg: 0.9km                                                            | 42° 12′ 27″ N, 0° 58′ 15″ E / 42.2075°N,0.970756°E                                                                              |           |                                 | Modifica les dades a Wikidata |
|        | barranc de Sant Salvador               | Conca de Dalt                                                  | curs d'aigua | Desemboca: riu de Serradell Llarg: 1.2km                                                             | 42° 16′ 13″ N, 0° 54′ 23″ E / 42.2703°N,0.906375°E                                                                              |           |                                 | Modifica les dades a Wikidata |
|        | barranc de Santa                       | Conca de Dalt                                                  | curs d'aigua | Desemboca: Noguera Pallaresa Llarg: 3.2km                                                            | 42° 14′ 16″ N, 1° 00′ 54″ E / 42.237651°N,1.015068°E 42° 15′ 40″ N, 1° 00′ 18″ E / 42.261212°N,1.005085°E                       |           | Barranc de Santa                | Modifica les dades a Wikidata |
|        | barranc de Santa Cecília               | Conca de Dalt                                                  | curs d'aigua | Desemboca: Noguera Pallaresa Llarg: 3.8km                                                            | 42° 14′ 37″ N, 0° 55′ 47″ E / 42.243718°N,0.929654°E 42° 13′ 39″ N, 0° 57′ 52″ E / 42.22758°N,0.964346°E                        |           | Barranc de Santa Cecília        | Modifica les dades a Wikidata |
|        | barranc de Saülls                      | Conca de Dalt                                                  | curs d'aigua | Llarg: 2km                                                                                           | 42° 14′ 00″ N, 0° 57′ 11″ E / 42.2332°N,0.952967°E                                                                              |           |                                 | Modifica les dades a Wikidata |
|        | barranc de Sensui                      | Conca de Dalt                                                  | curs d'aigua | Desemboca: barranc del Solà Llarg: 3km                                                               | 42° 14′ 34″ N, 0° 54′ 57″ E / 42.2428°N,0.915742°E                                                                              |           |                                 | Modifica les dades a Wikidata |
|        | barranc de Vilanova                    | Salàs de Pallars Conca de Dalt                                 | curs d'aigua | Desemboca: barranc del Solà Llarg: 2.5km                                                             | 42° 14′ 09″ N, 0° 55′ 44″ E / 42.2359°N,0.928853°E                                                                              |           |                                 | Modifica les dades a Wikidata |
|        | barranc de l'Espluga de Paradís        | Conca de Dalt                                                  | curs d'aigua | Desemboca: barranc de Sensui Llarg: 2.5km                                                            | 42° 15′ 10″ N, 0° 54′ 16″ E / 42.2527°N,0.904511°E                                                                              |           |                                 | Modifica les dades a Wikidata |
|        | barranc de l'Infern                    | Conca de Dalt Baix Pallars                                     | curs d'aigua | Desemboca: Noguera Pallaresa Llarg: 3km                                                              | 42° 16′ 43″ N, 1° 03′ 30″ E / 42.2786°N,1.05842°E                                                                               |           | Barranc de l'Infern (Collegats) | Modifica les dades a Wikidata |
|        | barranc de l'Obaga                     | Conca de Dalt                                                  | curs d'aigua | Desemboca: llau de Perauba Llarg: 0.9km                                                              | 42° 15′ 46″ N, 1° 04′ 16″ E / 42.262699°N,1.071207°E 42° 15′ 52″ N, 1° 04′ 50″ E / 42.264422°N,1.080466°E                       |           |                                 | Modifica les dades a Wikidata |
|        | barranc de la Boscarrera               | Conca de Dalt                                                  | curs d'aigua | Desemboca: llau del Cornàs Llarg: 2km                                                                | 42° 16′ 35″ N, 0° 52′ 28″ E / 42.2765°N,0.874472°E                                                                              |           |                                 | Modifica les dades a Wikidata |
|        | barranc de la Canal de la Rama         | Conca de Dalt                                                  | curs d'aigua | Desemboca: barranc de la Torre de Senyús Llarg: 0.9km                                                | 42° 16′ 19″ N, 1° 05′ 23″ E / 42.2719°N,1.08967°E                                                                               |           |                                 | Modifica les dades a Wikidata |
|        | barranc de la Coma d'Orient            | Conca de Dalt                                                  | curs d'aigua | Llarg: 4.5km                                                                                         | 42° 14′ 47″ N, 1° 09′ 20″ E / 42.2464°N,1.15547°E                                                                               |           |                                 | Modifica les dades a Wikidata |
|        | barranc de la Coma de l'Olla           | Conca de Dalt                                                  | curs d'aigua | Llarg: 4.5km                                                                                         | 42° 14′ 47″ N, 1° 09′ 20″ E / 42.2464°N,1.15547°E                                                                               |           |                                 | Modifica les dades a Wikidata |
|        | barranc de la Creu                     | Conca de Dalt                                                  | curs d'aigua | Desemboca: barranc de Llabro Llarg: 3km                                                              | 42° 14′ 54″ N, 1° 04′ 40″ E / 42.2484°N,1.07768°E                                                                               |           |                                 | Modifica les dades a Wikidata |
|        | barranc de la Font d'Artic             | Conca de Dalt                                                  | curs d'aigua | Desemboca: barranc de Claverol Llarg: 3km                                                            | 42° 14′ 24″ N, 1° 00′ 07″ E / 42.24°N,1.00206°E                                                                                 |           |                                 | Modifica les dades a Wikidata |
|        | barranc de la Font de Jaumet           | Conca de Dalt                                                  | curs d'aigua | Desemboca: barranc de Santa Llarg: 1.2km                                                             | 42° 15′ 08″ N, 1° 00′ 22″ E / 42.2522°N,1.00624°E                                                                               |           |                                 | Modifica les dades a Wikidata |
|        | barranc de la Font de l'Alou           | Conca de Dalt                                                  | curs d'aigua | Desemboca: barranc d'Eroles Llarg: 2km                                                               | 42° 15′ 44″ N, 1° 03′ 57″ E / 42.262084°N,1.065721°E 42° 15′ 58″ N, 1° 02′ 46″ E / 42.266103°N,1.046187°E                       |           |                                 | Modifica les dades a Wikidata |
|        | barranc de la Malallau                 | Conca de Dalt                                                  | curs d'aigua | Desemboca: riu de Carreu Llarg: 3.5km                                                                | 42° 12′ 58″ N, 1° 05′ 49″ E / 42.21611111°N,1.09703889°E                                                                        |           |                                 | Modifica les dades a Wikidata |
|        | barranc de la Masia                    | Conca de Dalt                                                  | curs d'aigua | Desemboca: barranc de la Molina Llarg: 1.3km                                                         | 42° 14′ 57″ N, 1° 02′ 18″ E / 42.24906389°N,1.03823611°E                                                                        |           |                                 | Modifica les dades a Wikidata |
|        | barranc de la Molina                   | Conca de Dalt                                                  | curs d'aigua | Desemboca: Noguera Pallaresa Llarg: 3km                                                              | 42° 15′ 09″ N, 1° 01′ 30″ E / 42.252578°N,1.024973°E 42° 15′ 48″ N, 1° 01′ 08″ E / 42.263233°N,1.018814°E                       |           | Barranc de la Molina            | Modifica les dades a Wikidata |
|        | barranc de la Roca del Carant          | Conca de Dalt                                                  | curs d'aigua | Llarg: 1km                                                                                           | 42° 14′ 33″ N, 0° 55′ 55″ E / 42.2425°N,0.931906°E                                                                              |           |                                 | Modifica les dades a Wikidata |
|        | barranc de la Solaneta                 | Conca de Dalt                                                  | curs d'aigua | Desemboca: barranc de Santa Llarg: 1km                                                               | 42° 15′ 11″ N, 0° 59′ 54″ E / 42.2531°N,0.998422°E                                                                              |           |                                 | Modifica les dades a Wikidata |
|        | barranc de la Torre                    | Conca de Dalt                                                  | curs d'aigua | Desemboca: barranc d'Enserola Llarg: 2.5km                                                           | 42° 17′ 40″ N, 0° 52′ 30″ E / 42.2945°N,0.874939°E                                                                              |           |                                 | Modifica les dades a Wikidata |
|        | barranc de la Torre de Senyús          | Conca de Dalt                                                  | curs d'aigua | Desemboca: llau de Castilló Llarg: 4.5km                                                             | 42° 15′ 50″ N, 1° 06′ 43″ E / 42.2638°N,1.11201°E                                                                               |           |                                 | Modifica les dades a Wikidata |
|        | barranc de les Boïgues                 | Conca de Dalt                                                  | curs d'aigua | Desemboca: llau del Cornàs Llarg: 2km                                                                | 42° 16′ 30″ N, 0° 52′ 41″ E / 42.2751°N,0.878003°E                                                                              |           |                                 | Modifica les dades a Wikidata |
|        | barranc de les Cadolles                | Conca de Dalt                                                  | curs d'aigua | Llarg: 1.5km                                                                                         | 42° 13′ 16″ N, 1° 00′ 27″ E / 42.2211°N,1.00744°E                                                                               |           |                                 | Modifica les dades a Wikidata |
|        | barranc de les Comes                   | Conca de Dalt                                                  | curs d'aigua | Desemboca: barranc de l'Espluga de Paradís Llarg: 2.5km                                              | 42° 15′ 36″ N, 0° 54′ 18″ E / 42.26°N,0.905086°E                                                                                |           |                                 | Modifica les dades a Wikidata |
|        | barranc de les Llaus                   | Conca de Dalt                                                  | curs d'aigua | Desemboca: barranc de l'Infern Llarg: 2.5km                                                          | 42° 15′ 56″ N, 1° 03′ 58″ E / 42.265677°N,1.066206°E 42° 16′ 49″ N, 1° 03′ 23″ E / 42.280302°N,1.056323°E                       |           |                                 | Modifica les dades a Wikidata |
|        | barranc de les Lleres                  | Conca de Dalt                                                  | curs d'aigua | Llarg: 3km                                                                                           | 42° 12′ 55″ N, 0° 59′ 34″ E / 42.2154°N,0.992756°E                                                                              |           |                                 | Modifica les dades a Wikidata |
|        | barranc del Balç                       | Conca de Dalt                                                  | curs d'aigua | Llarg: 2km                                                                                           | 42° 14′ 56″ N, 0° 53′ 48″ E / 42.2488°N,0.896667°E                                                                              |           |                                 | Modifica les dades a Wikidata |
|        | barranc del Barri                      | Conca de Dalt                                                  | curs d'aigua | Desemboca: barranc de Rivert Llarg: 2.5km                                                            | 42° 15′ 09″ N, 0° 53′ 53″ E / 42.2525°N,0.898144°E                                                                              |           |                                 | Modifica les dades a Wikidata |
|        | barranc del Carant de l'Os             | Conca de Dalt                                                  | curs d'aigua | Desemboca: barranc de la Boscarrera Llarg: 0.65km                                                    | 42° 16′ 36″ N, 0° 52′ 31″ E / 42.2766°N,0.875339°E                                                                              |           |                                 | Modifica les dades a Wikidata |
|        | barranc del Grau                       | Conca de Dalt                                                  | curs d'aigua | Desemboca: riu de Serradell Llarg: 2km                                                               | 42° 16′ 12″ N, 0° 52′ 54″ E / 42.2699°N,0.881578°E                                                                              |           |                                 | Modifica les dades a Wikidata |
|        | barranc del Pont                       | Conca de Dalt                                                  | curs d'aigua | Desemboca: canal de Sossís Llarg: 0.7km                                                              | 42° 15′ 38″ N, 0° 58′ 41″ E / 42.2606°N,0.978006°E                                                                              |           |                                 | Modifica les dades a Wikidata |
|        | barranc del Rebollar                   | Conca de Dalt                                                  | curs d'aigua | Desemboca: barranc de la Molina Llarg: 1.3km                                                         | 42° 15′ 09″ N, 1° 01′ 30″ E / 42.2526°N,1.02498°E                                                                               |           |                                 | Modifica les dades a Wikidata |
|        | barranc del Solà                       | Salàs de Pallars Conca de Dalt                                 | curs d'aigua | Travessa: la Pobla de Segur Salàs de Pallars Conca de Dalt Desemboca: Noguera Pallaresa Llarg: 2.5km | 42° 16′ 12″ N, 0° 52′ 54″ E / 42.2699°N,0.881578°E                                                                              |           |                                 | Modifica les dades a Wikidata |
|        | barranc del Solà                       | Conca de Dalt                                                  | curs d'aigua | Desemboca: barranc de Vilanova Llarg: 1km                                                            | 42° 14′ 59″ N, 0° 55′ 18″ E / 42.2496°N,0.921794°E                                                                              |           |                                 | Modifica les dades a Wikidata |
|        | barranc del Vinyal                     | Conca de Dalt                                                  | curs d'aigua | Desemboca: llau de Perauba Llarg: 2.4km                                                              | 42° 16′ 04″ N, 1° 04′ 51″ E / 42.2679°N,1.0808°E                                                                                |           |                                 | Modifica les dades a Wikidata |
|        | barranc dels Clops                     | Conca de Dalt                                                  | curs d'aigua | Desemboca: Noguera Pallaresa Llarg: 1.5km                                                            | 42° 12′ 51″ N, 1° 00′ 15″ E / 42.21404°N,1.004053°E 42° 12′ 09″ N, 0° 58′ 26″ E / 42.202467°N,0.973961°E                        |           | Barranc dels Clops              | Modifica les dades a Wikidata |
|        | barranc dels Corrals                   | Conca de Dalt                                                  | curs d'aigua | Llarg: 1.7km                                                                                         | 42° 15′ 45″ N, 1° 00′ 38″ E / 42.2624°N,1.01056°E                                                                               |           |                                 | Modifica les dades a Wikidata |
|        | barranc dels Escarruixos               | Conca de Dalt                                                  | curs d'aigua | Desemboca: barranc de Rivert Llarg: 5km                                                              | 42° 14′ 28″ N, 0° 54′ 10″ E / 42.2411°N,0.902674°E                                                                              |           |                                 | Modifica les dades a Wikidata |
|        | barranc dels Forats                    | Conca de Dalt                                                  | curs d'aigua | Llarg: 1km                                                                                           | 42° 16′ 02″ N, 0° 52′ 35″ E / 42.2672°N,0.876414°E                                                                              |           |                                 | Modifica les dades a Wikidata |
|        | barranc dels Mians                     | Conca de Dalt                                                  | curs d'aigua | Desemboca: riu de Carreu Llarg: 0.9km                                                                | 42° 12′ 03″ N, 0° 59′ 29″ E / 42.2009°N,0.9914°E                                                                                |           |                                 | Modifica les dades a Wikidata |
|        | barranc dels Millars                   | Conca de Dalt                                                  | curs d'aigua | Desemboca: Noguera Pallaresa Llarg: 1.2km                                                            | 42° 12′ 54″ N, 0° 58′ 24″ E / 42.2151°N,0.973447°E                                                                              |           |                                 | Modifica les dades a Wikidata |
|        | barranc dels Plans                     | Conca de Dalt                                                  | curs d'aigua | Desemboca: riu de Serradell Llarg: 0.9km                                                             | 42° 16′ 29″ N, 0° 56′ 30″ E / 42.2746°N,0.941789°E                                                                              |           |                                 | Modifica les dades a Wikidata |
|        | barranc dels Rius                      | Conca de Dalt                                                  | curs d'aigua | Desemboca: riu de Carreu Llarg: 2.5km                                                                | 42° 12′ 36″ N, 1° 00′ 44″ E / 42.21011°N,1.012154°E 42° 12′ 02″ N, 1° 00′ 03″ E / 42.200501°N,1.000749°E                        |           | Barranc dels Rius               | Modifica les dades a Wikidata |
|        | barranquet Negre                       | Conca de Dalt                                                  | curs d'aigua | Desemboca: barranc de la Torre de Senyús Llarg: 2.4km                                                | 42° 16′ 12″ N, 1° 06′ 27″ E / 42.2701°N,1.10763°E                                                                               |           |                                 | Modifica les dades a Wikidata |
|        | canal de Pleta Bogada                  | Conca de Dalt                                                  | curs d'aigua | | 42° 14′ 05″ N, 1° 06′ 31″ E / 42.2346°N,1.10865°E                                                                               |           |                                 | Modifica les dades a Wikidata |
|        | canal de l'Esparra                     | Conca de Dalt                                                  | curs d'aigua | | 42° 15′ 25″ N, 1° 07′ 43″ E / 42.2569°N,1.12875°E                                                                               |           |                                 | Modifica les dades a Wikidata |
|        | canal de la Basseta                    | Conca de Dalt                                                  | curs d'aigua | | 42° 15′ 17″ N, 1° 08′ 30″ E / 42.25473056°N,1.14158056°E                                                                        |           |                                 | Modifica les dades a Wikidata |
|        | canal de la Creueta                    | Conca de Dalt                                                  | curs d'aigua | | 42° 13′ 58″ N, 1° 08′ 22″ E / 42.23281944°N,1.13945833°E                                                                        |           |                                 | Modifica les dades a Wikidata |
|        | canal de la Llenasca                   | Conca de Dalt                                                  | curs d'aigua | | 42° 15′ 10″ N, 1° 08′ 11″ E / 42.25283333°N,1.13646667°E                                                                        |           |                                 | Modifica les dades a Wikidata |
|        | canal de la Rama                       | Conca de Dalt                                                  | curs d'aigua | | 42° 16′ 27″ N, 1° 04′ 44″ E / 42.2742°N,1.07887°E                                                                               |           |                                 | Modifica les dades a Wikidata |
|        | canal de la Torreta                    | Conca de Dalt                                                  | curs d'aigua | | 42° 15′ 10″ N, 1° 08′ 25″ E / 42.25283889°N,1.14038056°E                                                                        |           |                                 | Modifica les dades a Wikidata |
|        | canal del Clotet                       | Conca de Dalt                                                  | curs d'aigua | | 42° 15′ 11″ N, 1° 08′ 00″ E / 42.25310556°N,1.13323333°E                                                                        |           |                                 | Modifica les dades a Wikidata |
|        | canal del Conc                         | Conca de Dalt                                                  | curs d'aigua | | 42° 14′ 37″ N, 1° 08′ 42″ E / 42.2436°N,1.14495°E                                                                               |           |                                 | Modifica les dades a Wikidata |
|        | canal del Músic                        | Conca de Dalt                                                  | curs d'aigua | | 42° 15′ 24″ N, 1° 06′ 01″ E / 42.2566°N,1.10025°E                                                                               |           |                                 | Modifica les dades a Wikidata |
|        | canal del Peter                        | Conca de Dalt                                                  | curs d'aigua | | 42° 14′ 36″ N, 1° 08′ 10″ E / 42.24342222°N,1.13621944°E                                                                        |           |                                 | Modifica les dades a Wikidata |
|        | canal del Pou de Gel                   | Conca de Dalt                                                  | curs d'aigua | | 42° 14′ 35″ N, 1° 08′ 29″ E / 42.24294444°N,1.14146667°E                                                                        |           |                                 | Modifica les dades a Wikidata |
|        | canal del Roure                        | Conca de Dalt                                                  | curs d'aigua | | 42° 15′ 24″ N, 1° 07′ 26″ E / 42.25664167°N,1.12386111°E                                                                        |           |                                 | Modifica les dades a Wikidata |
|        | canal dels Traginers                   | Conca de Dalt                                                  | curs d'aigua | | 42° 15′ 15″ N, 1° 06′ 49″ E / 42.2542°N,1.11362°E                                                                               |           |                                 | Modifica les dades a Wikidata |
|        | el Flamisell                           | la Torre de Cabdella Senterada Conca de Dalt la Pobla de Segur | curs d'aigua | Desemboca: Noguera Pallaresa Llarg: 34km Conca: 348.6km²                                             | 42° 14′ 25″ N, 0° 58′ 14″ E / 42.24014686°N,0.97045541°E 42° 29′ 57″ N, 0° 59′ 30″ E / 42.49918888888889°N,0.9916138888888888°E |           | Flamisell River                 | Modifica les dades a Wikidata |
|        | la Canalada                            | Conca de Dalt                                                  | curs d'aigua | | 42° 15′ 16″ N, 1° 05′ 55″ E / 42.25433333°N,1.09858333°E 1725 msnm                                                              |           |                                 | Modifica les dades a Wikidata |
|        | llau d'Estobencs                       | Conca de Dalt                                                  | curs d'aigua | Desemboca: riu de Carreu Llarg: 1km                                                                  | 42° 12′ 06″ N, 1° 03′ 51″ E / 42.2018°N,1.06403°E                                                                               |           |                                 | Modifica les dades a Wikidata |
|        | llau de Bull-i-bull                    | Conca de Dalt                                                  | curs d'aigua | Desemboca: llau dels Horts Llarg: 2km                                                                | 42° 11′ 45″ N, 1° 02′ 01″ E / 42.1957°N,1.03353°E                                                                               |           |                                 | Modifica les dades a Wikidata |
|        | llau de Cantellet                      | Conca de Dalt                                                  | curs d'aigua | Desemboca: barranc de la Coma de l'Olla Llarg: 1.5km                                                 | 42° 14′ 40″ N, 1° 02′ 38″ E / 42.2445°N,1.04394°E                                                                               |           |                                 | Modifica les dades a Wikidata |
|        | llau de Castilló                       | Conca de Dalt Baix Pallars                                     | curs d'aigua | Desemboca: Llau Fonda (els Masos de Baiarri) Llarg: 1km                                              | 42° 16′ 31″ N, 1° 04′ 34″ E / 42.275378°N,1.076224°E 42° 16′ 35″ N, 1° 04′ 03″ E / 42.276287°N,1.067629°E                       |           |                                 | Modifica les dades a Wikidata |
|        | llau de Catxí                          | Conca de Dalt                                                  | curs d'aigua | Desemboca: barranc d'Eroles Llarg: 3km                                                               | 42° 15′ 01″ N, 1° 02′ 42″ E / 42.2502°N,1.04491°E                                                                               |           |                                 | Modifica les dades a Wikidata |
|        | llau de Comarquers                     | Conca de Dalt                                                  | curs d'aigua | Desemboca: canal de Sossís Llarg: 1km                                                                | 42° 15′ 38″ N, 0° 59′ 35″ E / 42.2606°N,0.993014°E                                                                              |           |                                 | Modifica les dades a Wikidata |
|        | llau de Cotura                         | Conca de Dalt                                                  | curs d'aigua | Desemboca: riu de Carreu Llarg: 1km                                                                  | 42° 11′ 50″ N, 1° 00′ 48″ E / 42.1972°N,1.01347°E                                                                               |           |                                 | Modifica les dades a Wikidata |
|        | llau de Fenós                          | Conca de Dalt                                                  | curs d'aigua | Desemboca: el Flamisell Llarg: 1km                                                                   | 42° 16′ 57″ N, 0° 56′ 17″ E / 42.2825°N,0.938008°E                                                                              |           |                                 | Modifica les dades a Wikidata |
|        | llau de Forat Roi                      | Conca de Dalt                                                  | curs d'aigua | Desemboca: riu de Carreu Llarg: 0.7km                                                                | 42° 12′ 01″ N, 1° 03′ 31″ E / 42.2002°N,1.0587°E                                                                                |           |                                 | Modifica les dades a Wikidata |
|        | llau de Joncarlat                      | Conca de Dalt                                                  | curs d'aigua | Desemboca: riu de Carreu Llarg: 0.85km                                                               | 42° 12′ 02″ N, 1° 03′ 20″ E / 42.2005°N,1.05556°E                                                                               |           |                                 | Modifica les dades a Wikidata |
|        | llau de Lleixier                       | Conca de Dalt                                                  | curs d'aigua | Desemboca: llau de Segan Llarg: 0.7km                                                                | 42° 14′ 25″ N, 1° 03′ 16″ E / 42.2404°N,1.05458°E                                                                               |           |                                 | Modifica les dades a Wikidata |
|        | llau de Mascarell                      | Conca de Dalt                                                  | curs d'aigua | Desemboca: barranc de Mascarell Llarg: 1km                                                           | 42° 15′ 35″ N, 0° 56′ 12″ E / 42.2598°N,0.936536°E                                                                              |           |                                 | Modifica les dades a Wikidata |
|        | llau de Pedra Ficada                   | Conca de Dalt                                                  | curs d'aigua | Desemboca: barranc del Vinyal Llarg: 1.4km                                                           | 42° 15′ 24″ N, 1° 06′ 08″ E / 42.2567°N,1.10214°E                                                                               |           |                                 | Modifica les dades a Wikidata |
|        | llau de Perauba                        | Conca de Dalt                                                  | curs d'aigua | Desemboca: llau de Castilló Llarg: 4.5km                                                             | 42° 16′ 31″ N, 1° 04′ 34″ E / 42.2754°N,1.07621°E                                                                               |           |                                 | Modifica les dades a Wikidata |
|        | llau de Pleta Torrent                  | Conca de Dalt                                                  | curs d'aigua | Desemboca: barranc de la Malallau Llarg: 3.5km                                                       | 42° 12′ 58″ N, 1° 05′ 49″ E / 42.2161°N,1.09704°E                                                                               |           |                                 | Modifica les dades a Wikidata |
|        | llau de Prat la Vall                   | Conca de Dalt                                                  | curs d'aigua | Desemboca: riu de Carreu Llarg: 0.9km                                                                | 42° 12′ 01″ N, 1° 02′ 51″ E / 42.2004°N,1.04759°E                                                                               |           |                                 | Modifica les dades a Wikidata |
|        | llau de Sant Andreu                    | Conca de Dalt                                                  | curs d'aigua | Desemboca: llau de Perauba Llarg: 0.25km                                                             | 42° 15′ 24″ N, 1° 04′ 52″ E / 42.2568°N,1.08121°E                                                                               |           |                                 | Modifica les dades a Wikidata |
|        | llau de Sant Pere (Perauba)            | Conca de Dalt                                                  | curs d'aigua | Desemboca: barranc d'Eroles Llarg: 0.9km                                                             | 42° 14′ 56″ N, 1° 05′ 06″ E / 42.249°N,1.08497°E                                                                                |           |                                 | Modifica les dades a Wikidata |
|        | llau de Sant Salvador (Toralla)        | Conca de Dalt                                                  | curs d'aigua | Desemboca: llau de la Llacuna Llarg: 1km                                                             | 42° 15′ 40″ N, 0° 55′ 07″ E / 42.2611°N,0.918624°E                                                                              |           |                                 | Modifica les dades a Wikidata |
|        | llau de Santa Maria                    | Conca de Dalt                                                  | curs d'aigua | Desemboca: riu de Serradell Llarg: 1.2km                                                             | 42° 16′ 09″ N, 0° 53′ 34″ E / 42.2691°N,0.892844°E                                                                              |           |                                 | Modifica les dades a Wikidata |
|        | llau de Saüquers                       | Conca de Dalt                                                  | curs d'aigua | Desemboca: barranc de la Boscarrera Llarg: 0.8km                                                     | 42° 16′ 28″ N, 0° 51′ 44″ E / 42.2744°N,0.862097°E                                                                              |           |                                 | Modifica les dades a Wikidata |
|        | llau de Segan                          | Conca de Dalt                                                  | curs d'aigua | Desemboca: barranc de Llabro Llarg: 4.8km                                                            | 42° 14′ 47″ N, 1° 02′ 48″ E / 42.2465°N,1.04661°E                                                                               |           |                                 | Modifica les dades a Wikidata |
|        | llau de Sellent                        | Conca de Dalt                                                  | curs d'aigua | Desemboca: llau de la Marrada Llarg: 0.75km                                                          | 42° 12′ 50″ N, 1° 01′ 21″ E / 42.214°N,1.02263°E                                                                                |           |                                 | Modifica les dades a Wikidata |
|        | llau de l'Era del Tardà                | Conca de Dalt                                                  | curs d'aigua | Desemboca: Llau de Brunet Llarg: 0.4km                                                               | 42° 15′ 29″ N, 1° 05′ 22″ E / 42.2581°N,1.08942°E                                                                               |           |                                 | Modifica les dades a Wikidata |
|        | llau de l'Obaga                        | Conca de Dalt                                                  | curs d'aigua | Desemboca: barranc del Solà Llarg: 0.25km                                                            | 42° 14′ 52″ N, 0° 55′ 18″ E / 42.2479°N,0.921528°E                                                                              |           |                                 | Modifica les dades a Wikidata |
|        | llau de l'Obaga de Sacoberta           | Conca de Dalt                                                  | curs d'aigua | Desemboca: llau de la Solana de Palles Llarg: 1km                                                    | 42° 14′ 11″ N, 1° 06′ 35″ E / 42.2364°N,1.10975°E                                                                               |           |                                 | Modifica les dades a Wikidata |
|        | llau de l'Obaga de Teresa              | Conca de Dalt                                                  | curs d'aigua | Llarg: 0.9km                                                                                         | 42° 15′ 27″ N, 1° 01′ 23″ E / 42.2576°N,1.02292°E                                                                               |           |                                 | Modifica les dades a Wikidata |
|        | llau de la Cadolla                     | Conca de Dalt                                                  | curs d'aigua | Desemboca: riu de Serradell Llarg: 1km                                                               | 42° 16′ 15″ N, 0° 54′ 21″ E / 42.2709°N,0.905703°E                                                                              |           |                                 | Modifica les dades a Wikidata |
|        | llau de la Castellana                  | Conca de Dalt                                                  | curs d'aigua | Desemboca: llau del Graller Llarg: 1.4km                                                             | 42° 13′ 39″ N, 1° 05′ 04″ E / 42.2274°N,1.08455°E                                                                               |           |                                 | Modifica les dades a Wikidata |
|        | llau de la Coma de l'Olla              | Conca de Dalt                                                  | curs d'aigua | Desemboca: barranc de la Coma de l'Olla Llarg: 1.2km                                                 | 42° 13′ 32″ N, 1° 02′ 30″ E / 42.2256°N,1.04162°E                                                                               |           |                                 | Modifica les dades a Wikidata |
|        | llau de la Culla de Xoca               | Conca de Dalt                                                  | curs d'aigua | Llarg: 1.5km                                                                                         | 42° 14′ 16″ N, 1° 03′ 20″ E / 42.2379°N,1.05557°E                                                                               |           |                                 | Modifica les dades a Wikidata |
|        | llau de la Font                        | Conca de Dalt                                                  | curs d'aigua | Desemboca: riu de Serradell Llarg: 2km                                                               | 42° 16′ 29″ N, 0° 56′ 30″ E / 42.2746°N,0.941789°E                                                                              |           | Llau de la Font                 | Modifica les dades a Wikidata |
|        | llau de la Font Freda                  | Conca de Dalt                                                  | curs d'aigua | Desemboca: llau de Perauba Llarg: 0.6km                                                              | 42° 14′ 27″ N, 1° 05′ 13″ E / 42.2409°N,1.08708°E                                                                               |           |                                 | Modifica les dades a Wikidata |
|        | llau de la Font de Montsor             | Conca de Dalt                                                  | curs d'aigua | Desemboca: barranc de la Creu Llarg: 0.6km                                                           | 42° 15′ 02″ N, 1° 04′ 09″ E / 42.2506°N,1.06914°E                                                                               |           |                                 | Modifica les dades a Wikidata |
|        | llau de la Font de Tuiro               | Conca de Dalt                                                  | curs d'aigua | Desemboca: riu de Serradell Llarg: 2km                                                               | 42° 16′ 27″ N, 0° 55′ 35″ E / 42.2741°N,0.926253°E                                                                              |           |                                 | Modifica les dades a Wikidata |
|        | llau de la Gargalla                    | Conca de Dalt                                                  | curs d'aigua | Desemboca: llau dels Carants (Hortoneda) Llarg: 0.3km                                                | 42° 13′ 51″ N, 1° 01′ 11″ E / 42.2308°N,1.01966°E                                                                               |           |                                 | Modifica les dades a Wikidata |
|        | llau de la Gavarnera                   | Conca de Dalt                                                  | curs d'aigua | Desemboca: llau de Segan Llarg: 3km                                                                  | 42° 14′ 16″ N, 1° 03′ 20″ E / 42.2379°N,1.05558°E                                                                               |           |                                 | Modifica les dades a Wikidata |
|        | llau de la Ginebrosa                   | Conca de Dalt                                                  | curs d'aigua | Desemboca: barranc de la Coma d'Orient Llarg: 1km                                                    | 42° 15′ 06″ N, 1° 06′ 58″ E / 42.2517°N,1.11611°E                                                                               |           |                                 | Modifica les dades a Wikidata |
|        | llau de la Llacuna                     | Conca de Dalt                                                  | curs d'aigua | Desemboca: barranc de Mascarell Llarg: 1km                                                           | 42° 16′ 09″ N, 0° 53′ 34″ E / 42.2691°N,0.892844°E                                                                              |           |                                 | Modifica les dades a Wikidata |
|        | llau de la Marrada                     | Conca de Dalt                                                  | curs d'aigua | Desemboca: barranc dels Rius Llarg: 2km                                                              | 42° 12′ 42″ N, 1° 00′ 54″ E / 42.2117°N,1.01497°E                                                                               |           |                                 | Modifica les dades a Wikidata |
|        | llau de la Mitgenca                    | Conca de Dalt                                                  | curs d'aigua | Desemboca: llau de Segan Llarg: 0.7km                                                                | 42° 14′ 36″ N, 1° 03′ 12″ E / 42.2434°N,1.05337°E                                                                               |           |                                 | Modifica les dades a Wikidata |
|        | llau de la Pleta de les Barres         | Conca de Dalt                                                  | curs d'aigua | Desemboca: barranc de la Malallau Llarg: 3.5km                                                       | 42° 13′ 30″ N, 1° 06′ 12″ E / 42.2251°N,1.1032°E                                                                                |           |                                 | Modifica les dades a Wikidata |
|        | llau de la Solana de Palles            | Conca de Dalt                                                  | curs d'aigua | Desemboca: llau de Perauba Llarg: 3km                                                                | 42° 14′ 27″ N, 1° 05′ 13″ E / 42.2409°N,1.08708°E                                                                               |           |                                 | Modifica les dades a Wikidata |
|        | llau de la Solana de la Coma de l'Olla | Conca de Dalt                                                  | curs d'aigua | Llarg: 1km                                                                                           | 42° 13′ 18″ N, 1° 02′ 38″ E / 42.2218°N,1.04393°E                                                                               |           |                                 | Modifica les dades a Wikidata |
|        | llau de la Vinya                       | Conca de Dalt                                                  | curs d'aigua | Desemboca: barranc de Mascarell Llarg: 1km                                                           | 42° 15′ 35″ N, 0° 55′ 49″ E / 42.2598°N,0.930258°E                                                                              |           |                                 | Modifica les dades a Wikidata |
|        | llau de les Arguiles                   | Conca de Dalt                                                  | curs d'aigua | Desemboca: barranc dels Rius Llarg: 3km                                                              | 42° 12′ 36″ N, 1° 00′ 44″ E / 42.2101°N,1.01215°E                                                                               |           |                                 | Modifica les dades a Wikidata |
|        | llau de les Clots                      | Conca de Dalt                                                  | curs d'aigua | Desemboca: llau de Lleixier Llarg: 0.3km                                                             | 42° 13′ 51″ N, 1° 04′ 43″ E / 42.2308°N,1.0785°E                                                                                |           |                                 | Modifica les dades a Wikidata |
|        | llau de les Collades (Mas de Vilanova) | Conca de Dalt                                                  | curs d'aigua | Desemboca: riu de Carreu Llarg: 1km                                                                  | 42° 11′ 44″ N, 1° 02′ 04″ E / 42.1956°N,1.03456°E                                                                               |           |                                 | Modifica les dades a Wikidata |
|        | llau de les Collades de Dalt           | Conca de Dalt                                                  | curs d'aigua | Llarg: 1km                                                                                           | 42° 11′ 42″ N, 1° 03′ 38″ E / 42.1951°N,1.06054°E                                                                               |           |                                 | Modifica les dades a Wikidata |
|        | llau de les Comelletes                 | Conca de Dalt                                                  | curs d'aigua | Desemboca: riu de Carreu Llarg: 1km                                                                  | 42° 11′ 48″ N, 1° 02′ 11″ E / 42.1968°N,1.03631°E                                                                               |           |                                 | Modifica les dades a Wikidata |
|        | llau de les Ribes                      | Conca de Dalt                                                  | curs d'aigua | Desemboca: riu de Serradell Llarg: 1.4km                                                             | 42° 16′ 09″ N, 0° 53′ 34″ E / 42.2691°N,0.892844°E                                                                              |           |                                 | Modifica les dades a Wikidata |
|        | llau de les Tres Peires                | Conca de Dalt                                                  | curs d'aigua | Llarg: 1.5km                                                                                         | 42° 16′ 44″ N, 0° 52′ 45″ E / 42.2789°N,0.879228°E                                                                              |           |                                 | Modifica les dades a Wikidata |
|        | llau del Canalot                       | Conca de Dalt                                                  | curs d'aigua | Desemboca: llau dels Bancals Llarg: 1.5km                                                            | 42° 12′ 13″ N, 1° 04′ 18″ E / 42.2035°N,1.07176°E                                                                               |           |                                 | Modifica les dades a Wikidata |
|        | llau del Civadal                       | Conca de Dalt                                                  | curs d'aigua | Desemboca: llau dels Horts Llarg: 0.6km                                                              | 42° 12′ 24″ N, 1° 01′ 42″ E / 42.2068°N,1.02846°E                                                                               |           |                                 | Modifica les dades a Wikidata |
|        | llau del Cornàs                        | Conca de Dalt                                                  | curs d'aigua | Desemboca: riu de Serradell Llarg: 3km                                                               | 42° 16′ 12″ N, 0° 52′ 54″ E / 42.2699°N,0.881572°E                                                                              |           |                                 | Modifica les dades a Wikidata |
|        | llau del Goteller                      | Conca de Dalt                                                  | curs d'aigua | Llarg: 3km                                                                                           | 42° 13′ 54″ N, 1° 01′ 23″ E / 42.2318°N,1.02297°E                                                                               |           |                                 | Modifica les dades a Wikidata |
|        | llau del Graller                       | Conca de Dalt                                                  | curs d'aigua | Desemboca: llau de Segan Llarg: 3km                                                                  | 42° 14′ 10″ N, 1° 03′ 47″ E / 42.236°N,1.06299°E                                                                                |           |                                 | Modifica les dades a Wikidata |
|        | llau del Grau                          | Conca de Dalt                                                  | curs d'aigua | Desemboca: llau del Graller Llarg: 0.6km                                                             | 42° 13′ 39″ N, 1° 05′ 04″ E / 42.2274°N,1.08455°E                                                                               |           |                                 | Modifica les dades a Wikidata |
|        | llau del Joquer                        | Conca de Dalt                                                  | curs d'aigua | Desemboca: llau dels Bancals Llarg: 1.5km                                                            | 42° 12′ 21″ N, 1° 04′ 41″ E / 42.2059°N,1.07795°E                                                                               |           |                                 | Modifica les dades a Wikidata |
|        | llau del Parracó                       | Conca de Dalt                                                  | curs d'aigua | Desemboca: llau dels Carants (Perauba) Llarg: 0.4km                                                  | 42° 15′ 19″ N, 1° 06′ 34″ E / 42.255391°N,1.109363°E 42° 15′ 14″ N, 1° 06′ 22″ E / 42.253924°N,1.105982°E                       |           |                                 | Modifica les dades a Wikidata |
|        | llau del Pas del Pi                    | Conca de Dalt                                                  | curs d'aigua | Desemboca: barranc de la Coma de l'Olla Llarg: 1.1km                                                 | 42° 13′ 47″ N, 1° 02′ 41″ E / 42.2296°N,1.04484°E                                                                               |           |                                 | Modifica les dades a Wikidata |
|        | llau del Pletiu Vell                   | Conca de Dalt                                                  | curs d'aigua | Desemboca: barranc de la Malallau Llarg: 1.1km                                                       | 42° 13′ 10″ N, 1° 05′ 46″ E / 42.2194°N,1.09622°E                                                                               |           |                                 | Modifica les dades a Wikidata |
|        | llau del Racó de Catxí                 | Conca de Dalt                                                  | curs d'aigua | Desemboca: barranc de la Creu Llarg: 0.5km                                                           | 42° 15′ 08″ N, 1° 04′ 11″ E / 42.2521°N,1.06973°E                                                                               |           |                                 | Modifica les dades a Wikidata |
|        | llau del Racó del Pou                  | Conca de Dalt                                                  | curs d'aigua | Desemboca: barranc d'Eroles Llarg: 1.5km                                                             | 42° 15′ 25″ N, 1° 02′ 54″ E / 42.257°N,1.04836°E                                                                                |           |                                 | Modifica les dades a Wikidata |
|        | llau del Rebollar                      | Conca de Dalt                                                  | curs d'aigua | Desemboca: barranc del Rebollar Llarg: 1.1km                                                         | 42° 14′ 58″ N, 1° 01′ 20″ E / 42.2495°N,1.02224°E                                                                               |           |                                 | Modifica les dades a Wikidata |
|        | llau del Seix                          | Conca de Dalt                                                  | curs d'aigua | Desemboca: llau de Santa Maria Llarg: 1.1km                                                          | 42° 16′ 10″ N, 0° 53′ 41″ E / 42.2694°N,0.894669°E                                                                              |           |                                 | Modifica les dades a Wikidata |
|        | llau dels Bancals                      | Conca de Dalt                                                  | curs d'aigua | Desemboca: riu de Carreu Llarg: 1.5km                                                                | 42° 12′ 09″ N, 1° 04′ 12″ E / 42.2024°N,1.07006°E                                                                               |           |                                 | Modifica les dades a Wikidata |
|        | llau dels Carants (Hortoneda)          | Conca de Dalt                                                  | curs d'aigua | Desemboca: barranc de Santa Llarg: 2km                                                               | 42° 14′ 15″ N, 1° 00′ 56″ E / 42.2375°N,1.01544°E                                                                               |           |                                 | Modifica les dades a Wikidata |
|        | llau dels Carants (Perauba)            | Conca de Dalt                                                  | curs d'aigua | Desemboca: barranc del Vinyal Llarg: 0.5km                                                           | 42° 15′ 24″ N, 1° 00′ 56″ E / 42.2567°N,1.01544°E                                                                               |           |                                 | Modifica les dades a Wikidata |
|        | llau dels Graus                        | Conca de Dalt                                                  | curs d'aigua | Desemboca: barranc dels Escarruixos Llarg: 5km                                                       | 42° 14′ 52″ N, 0° 52′ 38″ E / 42.2479°N,0.877308°E                                                                              |           |                                 | Modifica les dades a Wikidata |
|        | llau dels Horts                        | Conca de Dalt                                                  | curs d'aigua | Desemboca: Llau Gran Llarg: 2km                                                                      | 42° 12′ 19″ N, 1° 01′ 30″ E / 42.2053°N,1.02501°E                                                                               |           |                                 | Modifica les dades a Wikidata |
|        | llau dels Malalts                      | Conca de Dalt                                                  | curs d'aigua | Desemboca: llau dels Pastors Llarg: 0.7km                                                            | 42° 14′ 40″ N, 1° 01′ 43″ E / 42.2445°N,1.02848°E                                                                               |           |                                 | Modifica les dades a Wikidata |
|        | llau dels Pastors                      | Conca de Dalt                                                  | curs d'aigua | Desemboca: barranc de la Masia Llarg: 1.7km                                                          | 42° 15′ 08″ N, 1° 01′ 44″ E / 42.2522°N,1.02881°E                                                                               |           |                                 | Modifica les dades a Wikidata |
|        | llau dels Tolls                        | Conca de Dalt                                                  | curs d'aigua | Llarg: 1.5km                                                                                         | 42° 13′ 32″ N, 1° 02′ 30″ E / 42.2256°N,1.04164°E                                                                               |           |                                 | Modifica les dades a Wikidata |
|        | llau dels Tolls de la Gavarnera        | Conca de Dalt                                                  | curs d'aigua | Desemboca: llau de la Gavarnera Llarg: 0.5km                                                         | 42° 13′ 21″ N, 1° 03′ 51″ E / 42.2224°N,1.0643°E                                                                                |           |                                 | Modifica les dades a Wikidata |
|        | llau des Greixes                       | Conca de Dalt                                                  | curs d'aigua | Desemboca: llau de Bull-i-bull Llarg: 0.9km                                                          | 42° 12′ 11″ N, 1° 02′ 18″ E / 42.203°N,1.03829°E                                                                                |           |                                 | Modifica les dades a Wikidata |
|        | llaueta de Font d'Ou                   | Conca de Dalt                                                  | curs d'aigua | Desemboca: llau de la Llacuna Llarg: 0.5km                                                           | 42° 15′ 37″ N, 0° 55′ 14″ E / 42.2602°N,0.920639°E                                                                              |           |                                 | Modifica les dades a Wikidata |
|        | llaueta del Canemàs                    | Conca de Dalt                                                  | curs d'aigua | Desemboca: llau de la Llacuna Llarg: 0.5km                                                           | 42° 15′ 33″ N, 0° 55′ 41″ E / 42.2592°N,0.928067°E                                                                              |           |                                 | Modifica les dades a Wikidata |
|        | riu de Carreu                          | Abella de la Conca Conca de Dalt                               | curs d'aigua | Desemboca: Noguera Pallaresa Llarg: 18km                                                             | 42° 12′ 07″ N, 1° 10′ 06″ E / 42.201918°N,1.168237°E 42° 11′ 58″ N, 0° 58′ 42″ E / 42.19952°N,0.978355°E                        |           | Riu de Carreu                   | Modifica les dades a Wikidata |
|        | riu de Serradell                       | Conca de Dalt                                                  | curs d'aigua | Desemboca: el Flamisell Llarg: 5.5km                                                                 | 42° 16′ 12″ N, 0° 52′ 54″ E / 42.269956°N,0.881552°E 42° 16′ 28″ N, 0° 56′ 30″ E / 42.274556°N,0.941769°E                       |           | Riu de Serradell                | Modifica les dades a Wikidata |
|        | torrent Salat                          | Conca de Dalt                                                  | curs d'aigua | Desemboca: llau de Cotura Llarg: 0.5km                                                               | 42° 12′ 14″ N, 1° 00′ 53″ E / 42.2038°N,1.01486°E                                                                               |           |                                 | Modifica les dades a Wikidata |

## embassament
| imatge | Nom                  | Ubicat a                                                                    | instància de                                   | Detalls                                                           | coordenades                                              | Protecció | Commons (més fotos)  | Dades a WD                    |
| ------ | -------------------- | --------------------------------------------------------------------------- | ---------------------------------------------- | ----------------------------------------------------------------- | -------------------------------------------------------- | --------- | -------------------- | ----------------------------- |
|        | pantà de Sant Antoni | Talarn Salàs de Pallars la Pobla de Segur Conca de Dalt Isona i Conca Dellà | embassament llac                               | 1913 Llarg: 11km Superfície: 9.27km² Volum: 205hm³ Conca: 2070km² | 42° 12′ 07″ N, 0° 57′ 00″ E / 42.20195°N,0.94997°E       |           | Pantà de Sant Antoni | Modifica les dades a Wikidata |
|        | presa de Sossís      | Sossís                                                                      | embassament Ús: energia hidroelèctrica regadiu | 1913 Conca: 13km²                                                 | 42° 15′ 48″ N, 1° 01′ 06″ E / 42.26333333°N,1.01822222°E |           |                      | Modifica les dades a Wikidata |

## font
| imatge | Nom                           | Ubicat a      | instància de | Detalls | coordenades                                                                             | Protecció | Commons (més fotos)          | Dades a WD                    |
| ------ | ----------------------------- | ------------- | ------------ | ------- | --------------------------------------------------------------------------------------- | --------- | ---------------------------- | ----------------------------- |
|        | el Toll                       | Conca de Dalt | font         |         | 42° 15′ 12″ N, 1° 02′ 48″ E / 42.2534°N,1.0466°E 813 msnm                               |           |                              | Modifica les dades a Wikidata |
|        | font Bordonera                | Conca de Dalt | font         |         | 42° 15′ 54″ N, 1° 02′ 49″ E / 42.26489722°N,1.047075°E 658 msnm                         |           |                              | Modifica les dades a Wikidata |
|        | font Freda                    | Conca de Dalt | font         |         | 42° 14′ 23″ N, 1° 05′ 15″ E / 42.23968056°N,1.08752778°E 1365 msnm                      |           |                              | Modifica les dades a Wikidata |
|        | font Freda                    | Conca de Dalt | font         |         | 42° 12′ 03″ N, 1° 04′ 51″ E / 42.20083694°N,1.08079167°E 900 msnm                       |           |                              | Modifica les dades a Wikidata |
|        | font Mentidera                | Conca de Dalt | font         |         | 42° 11′ 56″ N, 0° 58′ 39″ E / 42.19891111111111°N,0.9775833333333334°E Aramunt 508 msnm |           | Font Mentidera (Aramunt)     | Modifica les dades a Wikidata |
|        | font Mentidora                | Conca de Dalt | font         |         | 42° 14′ 38″ N, 1° 05′ 20″ E / 42.24396389°N,1.08875833°E 1256 msnm                      |           |                              | Modifica les dades a Wikidata |
|        | font Paradís                  | Conca de Dalt | font         |         | 42° 12′ 57″ N, 0° 59′ 42″ E / 42.2159°N,0.994942°E 632 msnm                             |           |                              | Modifica les dades a Wikidata |
|        | font Vella                    | Conca de Dalt | font         |         | 42° 12′ 06″ N, 0° 59′ 41″ E / 42.20177778°N,0.99486111°E 565 msnm                       |           |                              | Modifica les dades a Wikidata |
|        | font Vella                    | Conca de Dalt | font         |         | 42° 15′ 53″ N, 0° 56′ 01″ E / 42.26463056°N,0.93356528°E 816 msnm                       |           |                              | Modifica les dades a Wikidata |
|        | font d'Amont                  | Conca de Dalt | font         |         | 42° 14′ 59″ N, 0° 53′ 40″ E / 42.24965556°N,0.89445°E 905 msnm                          |           | Font d'Amont (Rivert)        | Modifica les dades a Wikidata |
|        | font d'Ou                     | Conca de Dalt | font         |         | 42° 15′ 34″ N, 0° 55′ 03″ E / 42.2595°N,0.917527°E 895 msnm                             |           |                              | Modifica les dades a Wikidata |
|        | font de Barrera               | Conca de Dalt | font         |         | 42° 16′ 11″ N, 1° 04′ 05″ E / 42.26969444°N,1.06808333°E 1240 msnm                      |           |                              | Modifica les dades a Wikidata |
|        | font de Davall                | Conca de Dalt | font         |         | 42° 16′ 33″ N, 0° 55′ 33″ E / 42.27597222°N,0.92586111°E 712 msnm                       |           |                              | Modifica les dades a Wikidata |
|        | font de Davall                | Conca de Dalt | font         |         | 42° 13′ 45″ N, 0° 59′ 23″ E / 42.22902778°N,0.98980556°E 610 msnm                       |           |                              | Modifica les dades a Wikidata |
|        | font de Jaume de la Sana      | Conca de Dalt | font         |         | 42° 13′ 56″ N, 1° 05′ 56″ E / 42.23215°N,1.09880278°E 1665 msnm                         |           |                              | Modifica les dades a Wikidata |
|        | font de Jaumet                | Claverol      | font         |         | 42° 14′ 47″ N, 1° 00′ 02″ E / 42.2463°N,1.00069°E 836 msnm                              |           |                              | Modifica les dades a Wikidata |
|        | font de Jepo                  | Rivert        | font         |         | 42° 15′ 11″ N, 0° 53′ 58″ E / 42.252989°N,0.899475°E 968 msnm                           |           |                              | Modifica les dades a Wikidata |
|        | font de Llau Falsa            | Conca de Dalt | font         |         | 42° 12′ 25″ N, 1° 02′ 10″ E / 42.20694722°N,1.03608472°E 929 msnm                       |           |                              | Modifica les dades a Wikidata |
|        | font de Macià                 | Conca de Dalt | font         |         | 42° 13′ 56″ N, 1° 06′ 24″ E / 42.23233333°N,1.10658333°E 1784 msnm                      |           |                              | Modifica les dades a Wikidata |
|        | font de Mascarell             | Conca de Dalt | font         |         | 42° 15′ 49″ N, 0° 56′ 01″ E / 42.2637°N,0.933666°E 793 msnm                             |           |                              | Modifica les dades a Wikidata |
|        | font de Montsor               | Conca de Dalt | font         |         | 42° 14′ 50″ N, 1° 04′ 20″ E / 42.24711111°N,1.07218333°E 1235 msnm                      |           |                              | Modifica les dades a Wikidata |
|        | font de Nofred                | Conca de Dalt | font         |         | 42° 16′ 04″ N, 0° 54′ 35″ E / 42.2677°N,0.909656°E 921 msnm                             |           |                              | Modifica les dades a Wikidata |
|        | font de Perauba               | Conca de Dalt | font         |         | 42° 14′ 40″ N, 1° 05′ 12″ E / 42.2444°N,1.08654°E 1256 msnm                             |           |                              | Modifica les dades a Wikidata |
|        | font de Pujol                 | Conca de Dalt | font         |         | 42° 11′ 47″ N, 0° 58′ 15″ E / 42.19627777777778°N,0.9707166666666668°E Aramunt 514 msnm |           | Font de Pujol                | Modifica les dades a Wikidata |
|        | font de Resteria              | Conca de Dalt | font         |         | 42° 12′ 36″ N, 1° 05′ 06″ E / 42.210075°N,1.08496778°E 1202 msnm                        |           |                              | Modifica les dades a Wikidata |
|        | font de Sant Cristòfol        | Conca de Dalt | font         |         | 42° 14′ 20″ N, 1° 05′ 01″ E / 42.23893611°N,1.08373972°E 1564 msnm                      |           |                              | Modifica les dades a Wikidata |
|        | font de Sant Isidre           | Conca de Dalt | font         |         | 42° 17′ 13″ N, 0° 55′ 37″ E / 42.287075°N,0.92688611°E 871 msnm                         |           |                              | Modifica les dades a Wikidata |
|        | font de Vilanova              | Conca de Dalt | font         |         | 42° 15′ 07″ N, 0° 55′ 05″ E / 42.2519°N,0.917917°E 840 msnm                             |           |                              | Modifica les dades a Wikidata |
|        | font de l'Abat                | Conca de Dalt | font         |         | 42° 14′ 12″ N, 1° 01′ 56″ E / 42.23666667°N,1.03213889°E 1122 msnm                      |           |                              | Modifica les dades a Wikidata |
|        | font de l'Alou                | Conca de Dalt | font         |         | 42° 15′ 56″ N, 1° 03′ 33″ E / 42.2655°N,1.05921°E 1170 msnm                             |           |                              | Modifica les dades a Wikidata |
|        | font de l'Aumetlla            | Conca de Dalt | font         |         | 42° 14′ 03″ N, 1° 02′ 21″ E / 42.23407694°N,1.039125°E Hortoneda de la Conca 1157 msnm  |           |                              | Modifica les dades a Wikidata |
|        | font de l'Aviador             | Conca de Dalt | font         |         | 42° 14′ 10″ N, 1° 06′ 41″ E / 42.2362°N,1.11139°E 1670 msnm                             |           |                              | Modifica les dades a Wikidata |
|        | font de l'Horta               | Conca de Dalt | font         |         | 42° 14′ 47″ N, 1° 02′ 19″ E / 42.2463°N,1.03873°E 945 msnm                              |           |                              | Modifica les dades a Wikidata |
|        | font de l'Obaga del Grau      | Conca de Dalt | font         |         | 42° 15′ 44″ N, 0° 52′ 13″ E / 42.26231667°N,0.87024722°E 1205 msnm                      |           |                              | Modifica les dades a Wikidata |
|        | font de l'Oriol               | Conca de Dalt | font         |         | 42° 15′ 32″ N, 1° 04′ 40″ E / 42.25892778°N,1.07771667°E 1219.5 msnm                    |           |                              | Modifica les dades a Wikidata |
|        | font de la Canaleta           | Conca de Dalt | font         |         | 42° 15′ 45″ N, 0° 54′ 58″ E / 42.2624°N,0.916222°E 937 msnm                             |           |                              | Modifica les dades a Wikidata |
|        | font de la Casa del Rei       | Conca de Dalt | font         |         | 42° 16′ 10″ N, 1° 04′ 46″ E / 42.26937528°N,1.07932778°E 985 msnm                       |           |                              | Modifica les dades a Wikidata |
|        | font de la Figuereta          | Conca de Dalt | font         |         | 42° 12′ 56″ N, 0° 59′ 35″ E / 42.21548056°N,0.99301389°E 619 msnm                       |           |                              | Modifica les dades a Wikidata |
|        | font de la Figuereta          | Conca de Dalt | font         |         | 42° 13′ 50″ N, 1° 00′ 14″ E / 42.2306°N,1.00392°E 725 msnm                              |           |                              | Modifica les dades a Wikidata |
|        | font de la Ginebrosa          | Conca de Dalt | font         |         | 42° 14′ 37″ N, 1° 06′ 59″ E / 42.24362222°N,1.116525°E 1632 msnm                        |           |                              | Modifica les dades a Wikidata |
|        | font de la Grallera           | Conca de Dalt | font         |         | 42° 15′ 44″ N, 1° 04′ 03″ E / 42.2623°N,1.06763°E 1380 msnm                             |           |                              | Modifica les dades a Wikidata |
|        | font de la O                  | Conca de Dalt | font         |         | 42° 11′ 56″ N, 0° 58′ 56″ E / 42.19898611111111°N,0.982125°E Aramunt 515 msnm           |           | Font de la O                 | Modifica les dades a Wikidata |
|        | font de la Roqueta            | Conca de Dalt | font         |         | 42° 16′ 13″ N, 1° 04′ 21″ E / 42.27027778°N,1.07244444°E 1170 msnm                      |           |                              | Modifica les dades a Wikidata |
|        | font de la Soca               | Conca de Dalt | font         |         | 42° 15′ 11″ N, 1° 09′ 04″ E / 42.2531°N,1.15114°E 1786 msnm                             |           |                              | Modifica les dades a Wikidata |
|        | font de la Torre              | Conca de Dalt | font         |         | 42° 14′ 35″ N, 1° 05′ 26″ E / 42.24303889°N,1.09046944°E 1465 msnm                      |           |                              | Modifica les dades a Wikidata |
|        | font de la Torreta            | Conca de Dalt | font         |         | 42° 15′ 07″ N, 1° 08′ 38″ E / 42.252025°N,1.14397222°E 1580 msnm                        |           |                              | Modifica les dades a Wikidata |
|        | font de les Arguiles          | Conca de Dalt | font         |         | 42° 13′ 01″ N, 1° 00′ 55″ E / 42.21680556°N,1.01538889°E 850 msnm                       |           |                              | Modifica les dades a Wikidata |
|        | font de les Fonts             | Conca de Dalt | font         |         | 42° 13′ 45″ N, 1° 07′ 26″ E / 42.2291°N,1.12397°E 1850 msnm                             |           |                              | Modifica les dades a Wikidata |
|        | font de les Llagunes          | Conca de Dalt | font         |         | 42° 11′ 24″ N, 1° 03′ 54″ E / 42.19°N,1.06494°E 1174 msnm                               |           |                              | Modifica les dades a Wikidata |
|        | font de les Passades          | Conca de Dalt | font         |         | 42° 12′ 43″ N, 1° 05′ 43″ E / 42.212°N,1.09528°E 1168 msnm                              |           |                              | Modifica les dades a Wikidata |
|        | font de les Trilles           | Conca de Dalt | font         |         | 42° 12′ 13″ N, 1° 04′ 06″ E / 42.2036°N,1.06825°E 875 msnm                              |           | Font de les Trilles          | Modifica les dades a Wikidata |
|        | font del Bullidor             | Conca de Dalt | font         |         | 42° 11′ 49″ N, 1° 00′ 52″ E / 42.19705556°N,1.01436111°E 618 msnm                       |           |                              | Modifica les dades a Wikidata |
|        | font del Comí                 | Conca de Dalt | font         |         | 42° 14′ 24″ N, 1° 07′ 55″ E / 42.23990833°N,1.13180833°E 1974 msnm                      |           |                              | Modifica les dades a Wikidata |
|        | font del Conc                 | Conca de Dalt | font         |         | 42° 14′ 30″ N, 1° 08′ 39″ E / 42.24153611°N,1.14412778°E 1920 msnm                      |           |                              | Modifica les dades a Wikidata |
|        | font del Cristall             | Conca de Dalt | font         |         | 42° 14′ 59″ N, 0° 53′ 15″ E / 42.24973889°N,0.88750556°E 1020 msnm                      |           |                              | Modifica les dades a Wikidata |
|        | font del Cumó                 | Conca de Dalt | font         |         | 42° 14′ 02″ N, 1° 06′ 09″ E / 42.23376139°N,1.10253056°E 1734 msnm                      |           |                              | Modifica les dades a Wikidata |
|        | font del Forn                 | Conca de Dalt | font         |         | 42° 16′ 03″ N, 0° 51′ 32″ E / 42.26741667°N,0.859°E 1578 msnm                           |           |                              | Modifica les dades a Wikidata |
|        | font del Goteller             | Conca de Dalt | font         |         | 42° 13′ 08″ N, 1° 01′ 48″ E / 42.218796°N,1.029872°E Pessonada 1236 msnm                |           |                              | Modifica les dades a Wikidata |
|        | font del Llop (Conca de Dalt) | Conca de Dalt | font         |         | 42° 15′ 51″ N, 0° 53′ 13″ E / 42.2643°N,0.887036°E 1025 msnm                            |           |                              | Modifica les dades a Wikidata |
|        | font del Poble                | Conca de Dalt | font         |         | 42° 12′ 24″ N, 1° 04′ 33″ E / 42.20679167°N,1.07581111°E 986 msnm                       |           |                              | Modifica les dades a Wikidata |
|        | font del Quim                 | Conca de Dalt | font         |         | 42° 14′ 48″ N, 1° 00′ 06″ E / 42.2467°N,1.00156°E 810 msnm                              |           |                              | Modifica les dades a Wikidata |
|        | font del Rei                  | Conca de Dalt | font         |         | 42° 15′ 57″ N, 1° 04′ 38″ E / 42.26575°N,1.07730556°E 836 msnm                          |           |                              | Modifica les dades a Wikidata |
|        | font del Tinet                | Conca de Dalt | font         |         | 42° 16′ 30″ N, 0° 56′ 18″ E / 42.275125°N,0.938275°E 614.5 msnm                         |           |                              | Modifica les dades a Wikidata |
|        | font del Toll                 | Conca de Dalt | font         |         | 42° 12′ 24″ N, 1° 04′ 26″ E / 42.2068°N,1.07378°E 965 msnm                              |           | Font del Toll (Herba-savina) | Modifica les dades a Wikidata |
|        | font del Vinyal               | Conca de Dalt | font         |         | 42° 16′ 04″ N, 1° 05′ 38″ E / 42.2677°N,1.09382°E 1129 msnm                             |           |                              | Modifica les dades a Wikidata |
|        | font dels Bassons             | Conca de Dalt | font         |         | 42° 15′ 49″ N, 0° 51′ 45″ E / 42.2635°N,0.862583°E 1550 msnm                            |           |                              | Modifica les dades a Wikidata |
|        | font dels Ferners             | Rivert        | font         |         | 42° 15′ 11″ N, 0° 53′ 58″ E / 42.252989°N,0.899475°E 1090 msnm                          |           |                              | Modifica les dades a Wikidata |
|        | font dels Malalts             | Conca de Dalt | font         |         | 42° 14′ 56″ N, 0° 53′ 37″ E / 42.24886667°N,0.89349444°E 905 msnm                       |           |                              | Modifica les dades a Wikidata |
|        | font dels Malalts             | Conca de Dalt | font         |         | 42° 14′ 12″ N, 1° 01′ 56″ E / 42.23666667°N,1.03213889°E 986 msnm                       |           |                              | Modifica les dades a Wikidata |
|        | font dels Plans               | Conca de Dalt | font         |         | 42° 15′ 59″ N, 0° 52′ 55″ E / 42.26633889°N,0.88206944°E 1060 msnm                      |           |                              | Modifica les dades a Wikidata |
|        | font des Collades             | Conca de Dalt | font         |         | 42° 11′ 24″ N, 1° 03′ 54″ E / 42.19001667°N,1.06494167°E 1195.5 msnm                    |           |                              | Modifica les dades a Wikidata |
|        | font des Greixes              | Conca de Dalt | font         |         | 42° 12′ 23″ N, 1° 02′ 35″ E / 42.20644444°N,1.04310833°E 905 msnm                       |           |                              | Modifica les dades a Wikidata |
|        | fonteta de Perauba            | Conca de Dalt | font         |         | 42° 14′ 54″ N, 1° 04′ 41″ E / 42.24838889°N,1.07815556°E 1285 msnm                      |           |                              | Modifica les dades a Wikidata |
|        | la Pica                       | Conca de Dalt | font         |         | 42° 14′ 50″ N, 1° 02′ 18″ E / 42.24712778°N,1.03844167°E 923 msnm                       |           |                              | Modifica les dades a Wikidata |
|        | lo Pou de Gel                 | Conca de Dalt | font         |         | 42° 14′ 30″ N, 1° 08′ 32″ E / 42.24159444°N,1.142225°E 1936 msnm                        |           | Lo Pou de Gel (Boumort)      | Modifica les dades a Wikidata |
|        | tolls del Marrueco            | Conca de Dalt | font         |         | 42° 13′ 20″ N, 1° 05′ 18″ E / 42.22233611°N,1.08823056°E 1564 msnm                      |           |                              | Modifica les dades a Wikidata |

## Misc
| imatge | Nom             | Ubicat a                        | instància de | Detalls | coordenades                                                                                               | Protecció | Commons (més fotos) | Dades a WD                    |
| ------ | --------------- | ------------------------------- | ------------ | ------- | --- | --------- | ------------------- | ----------------------------- |
|        | canal de Sossís | Conca de Dalt la Pobla de Segur | canal        |         | 42° 15′ 47″ N, 1° 01′ 07″ E / 42.263023°N,1.018497°E 42° 14′ 42″ N, 0° 58′ 23″ E / 42.245067°N,0.973101°E |           | Canal de Sossís     | Modifica les dades a Wikidata |
|        | la Basseta      | Conca de Dalt                   | bassa        |         | 42° 15′ 36″ N, 1° 08′ 32″ E / 42.26°N,1.14231°E                                                           |           |                     | Modifica les dades a Wikidata |